# مشكلة آندي هاردي الشقراء
مشكلة آندي هاردي الشقراء (بالإنجليزية: Andy Hardy's Blonde Trouble)‏ هو فيلم أبيض وأسود كوميدي رومانسي أنتج عام 1944 من إخراج جورج بي. سايتس، وهو الفيلم الرابع عشر في السلسلة بطولة ميكي روني بدور آندي هاردي. تم تصوير فيلم "مشكلة أندي هاردي الشقراء" في استوديوهات إم جي إم في كولفر سيتي، كاليفورنيا، مع التصوير في جامعة نيفادا في رينو. وتم التصوير في فترة من يوليو إلى سبتمبر 1943 قبل انضمام ميكي روني إلى الجيش الأمريكي في يونيو 1944؛ صدر الفيلم في عام 1944. ويحكي قصة الفيلم قصة ذهاب آندي إلى الكلية، لكنه سرعان ما يقع في مشاكل مع بعض الطالبات الجميلات.

## القصة
تبدأ أحداث فيلم من الجزء السابق من ملحمة آندي هاردي، حيث يستقل آندي القطار لبدء حياته الجامعية في كلية وينرايت. أثناء وجوده في القطار، يلتقي بكاي ويلسون، ويعلم أن كلية وينرايت أصبحت للتو مؤسسة تعليمية مختلطة. كما يتواجد عميد كلية وينرايت (وسيصبح قريبًا مستشارًا لآندي)، الدكتور ستانديش، في القطار أيضًا. لا يتم الكشف عن هوية الدكتور ستانديش لآندي حتى وقت لاحق.
تبدأ المشاكل على الفور تقريبًا بالنسبة لآندي عندما يعلم أن والده نسي أن يعطيه تذكرة القطار. كما يتواجد لين ولي ووكر في القطار في مقصورة خاصة. وهما في طريقهما إلى كلية وينرايت أيضًا، لكن والدهما يعتقد أن لي في طريقها لقضاء بعض الوقت مع عمتها في فيرمونت. لا يستطيع التوأمان التعامل مع فكرة الانفصال، لذا يسافران معًا إلى كلية وينرايت على أمل انتحال شخصية أحد الطلاب. في القطار، وفي وقت لاحق في وينرايت، يقوم التوأمان بالتبديل على آندي، مما يجعله مرتبكًا تمامًا بسبب سلوك هذه الشقراء الغامضة المتغير باستمرار.
بعد اكتشافهما أنهما نفدا من المال، يقنع التوأمان آندي بإعطائهما ما مجموعه 37.95 دولارًا نقدًا قبل أن يدرك أنه خُدع. بعد بدء الفصول الدراسية في كلية وينرايت، تستمر مشاكل آندي في التراكم، مما يدفعه إلى التفكير في ترك الكلية. قبل أن يحدث هذا، تمكن من مساعدة التوأمين في الخروج من مشكلتهما.

## طاقم التمثيل
- لويس ستون بدور القاضي جيمس ك. هاردي
- ميكي روني بدور أندرو "آندي" هاردي
- فاي هولدن بدور السيدة إميلي هاردي
- سارة هادن بدور العمة ميلي فوريست
- هربرت مارشال بدور الدكتورة إم جيه ستانديش
- بونيتا جرانفيل بدور كاي ويلسون
- جين بورتر بدور كاتي أندرسون
- كي لوك بدور الدكتورة لي وونغ هاو
- لي وايلد بدور لي ووكر
- لين وايلد بدور لين ووكر
- مارتا ليندن بدور السيدة تاونسند
- إيموري بارنيل بدور موصل القطار

## روابط خارجية
- Andy Hardy's Blonde Trouble على فهرس معهد الفيلم الأمريكي
- مشكلة آندي هاردي الشقراء  في قاعدة بيانات الأفلام على الإنترنت (بالإنجليزية)
- مشكلة آندي هاردي الشقراء في قاعدة بيانات تيرنر كلاسيك موفيز للأفلام.